# 司行方
司 行方（し こうほう）は中国の小説で四大奇書の一つである『水滸伝』の登場人物。
第114、115回に登場する、方臘配下の将帥。役職は護国大将軍元帥で、方臘の大太子であり南安王・方天定の統治する杭州を守備する四大将軍の一人。杭州に進撃して来る宋軍を徳清県で迎え撃つ。

## 生涯
司行方が初めて登場するのは、宋軍が崇徳県に侵攻し方天定が行宮に会して協議を開いた時である。三方から杭州に攻め入らんとする梁山泊軍を、同じく三手に分かれて迎え撃つことになり、司行方は、黄愛、徐白、米泉、薛斗南の四人の首将を率いて徳清県の救援に向かうことになる。
呼延灼率いる泊軍と徳清県で激突した司行方は南門外で雷横と戦い、三十合あまり渡り合った末に馬から斬り落とした。また、黄愛を追いかけてきた龔旺を途中で谷川に落ちたところを味方の兵士達の槍を受けて戦死させる。しかし、その後首将の米泉は索超に斬り捨てられて、黄愛と徐白は泊軍の諸将に生け捕られてしまい、薛斗南は乱戦の中で逃走して南軍は壊滅してしまう。司行方は敗残の兵を率いて杭州に向かって逃走するが、その途上にある奉口に差し掛かったところで盧俊義の率いる軍とぶつかり、水中に追い落とされて溺死してしまう。